# 奥廷
奥廷是德国巴伐利亚州的一个市镇。总面积13.40平方公里，总人口779人，其中男性380人，女性399人（2011年12月31日），人口密度58人/平方公里。